# Oklahoma City
Oklahoma City és la capital i la ciutat més gran de l'estat d'Oklahoma, als Estats Units d'Amèrica. És la seu del comtat del Comtat d'Oklahoma.
Oklahoma City és una ciutat extensa i en creixement i és el centre comercial i civil de l'estat. És una de les ciutats més grans de les Grans Planes dels Estats Units, i és la ciutat més poblada dels cinc «estats de les Planes» (Oklahoma, Kansas, Nebraska, Dakota del Sud i Dakota del Nord) així com de quatre dels sis estats que limiten amb Oklahoma (Kansas, Missouri, Arkansas i Nou Mèxic).
Oklahoma City és la 31a ciutat més gran dels Estats Units. La població total, a data 1 de juliol de 2009, era de 560.333 habitants, amb 1.206.142 de residents en l'àrea metropolitana.
El 1995, Oklahoma City va patir l'atemptat terrorista més dur ocorregut en sòl estatunidenc, per darrere dels atemptats de l'11-S. Aquest atemptat es considera l'acte de terrorisme domèstic més destructiu de la història dels Estats Units.